# Pegomya dorsimaculata
Pegomya dorsimaculata är en tvåvingeart som först beskrevs av Wulp 1896.  Pegomya dorsimaculata ingår i släktet Pegomya och familjen blomsterflugor. Inga underarter finns listade i Catalogue of Life.